# 前679年
| 千纪： | 前1千纪 |
| 世纪： | 前8世纪 \| 前7世纪 \| 前6世纪 |
| 年代： | 前700年代 \| 前690年代 \| 前680年代 \| 前670年代 \| 前660年代 \| 前650年代 \| 前640年代 |
| 年份： | 前684年 \| 前683年 \| 前682年 \| 前681年 \| 前680年 \| 前679年 \| 前678年 \| 前677年 \| 前676年 \| 前675年 \| 前674年                                                                            |
| 纪年： | 周僖王三年 魯莊公十五年 齊桓公七年 晉侯緡二十六年 曲沃武公三十七年 郑厉公后元年 宋桓公三年 楚文王十一年 衛惠公二十一年 秦武公十九年 陳宣公十四年 蔡哀侯十六年 燕庄公十二年 曹庄公23年 杞共公二年 |

## 大事记
- 春季，齊桓公、宋桓公、陳宣公、衛惠公、鄭厲公會盟於鄄邑，齊被尊為霸主，以「尊王攘夷」為號召。[1]
- 秋季，宋國附庸郳國叛宋，宋國聯合齊國、邾國出兵攻打郳國。與宋不睦的鄭厲公便乘機入侵宋國。[1]
- 曲沃代翼，曲沃武公出兵攻克了晉侯缗，晉國統一。